# Monte Cook (autor)

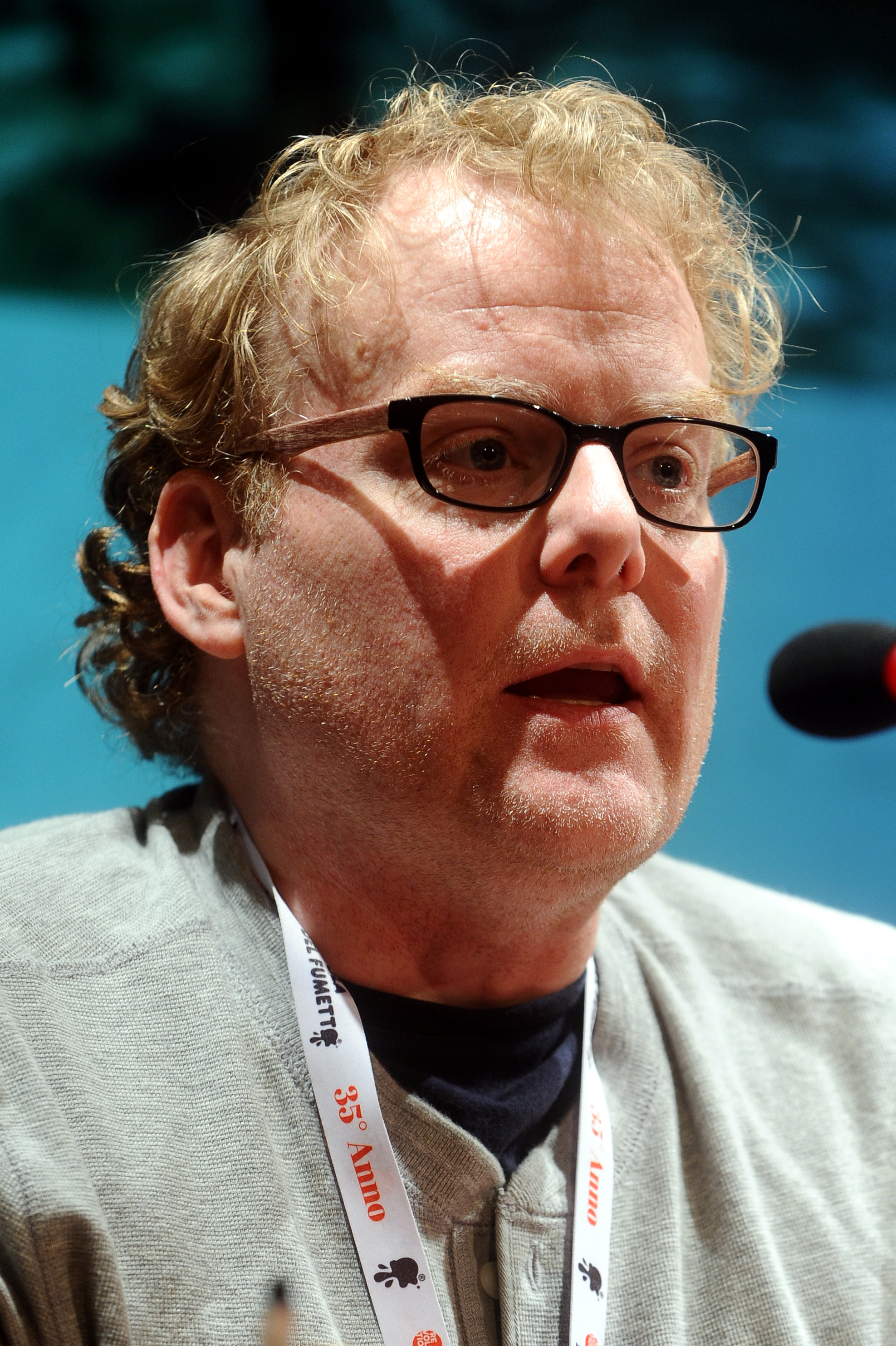
Monte Cook - Lucca Comics & Games 2014

Monte Cook (29 de janeiro de 1968) é um escritor estadunidense e um game designer, mais conhecido pelos trabalhos no RPG Dungeons and Dragons.

## Biografia
A carreira de Monte Cook começou em 1988, Iron Crown Enterprises. Lá ele trabalhou nos jogos Rolemaster e Champions como um editor e designers. Em 1994, atou como designer de jogos para a TSR, Inc. e escreveu para Planescape e outros produtos de D&D. Quando a TSR foi comprada pela Wizards of the Coast, ele se mudou para Seattle acabou se tornando designer senior. Lá, ele serviu como um co-autor da terceira edição de Dungeons and Dragons, ao lado de Skip Williams e Jonathan Tweet. Em 2001 ele deixou a Wizards of the Coast juntamente com sua esposa Sue para abrir o seu próprio estúdio Malhavoc Press. Em 2011 retornou novamente para a Wizards of the Coaste foi apresentado em janeiro de 2012 como um designer-chefe para da quinta edição do Dungeons & Dragons. Em abril de 2012, deixou a empresa devido a diferenças irreconciliáveis com a administração da empresa.
Também em 2012, desenvolveu o conceito de um mundo RPG próprio chamado Numenera. Ele apresentou o conceito na plataforma de financiamento coletivo Kickstarter.com e pediu um financiamento de pelo menos 20 mil dólares. Em última análise, Cook recebeu 517 mil dólares para financiar o jogo. Em 2013, Cook lançou um novo projeto no Kickstarter chamado The Stranger, que recebeu 418 mil dólares e foi lançado no ano seguinte.